# Шнейдер, Екатерина Адольфовна
Екатерина Адольфовна Шнейдер (при рождении Генриетта Екатерина Луиза Шнайдер, нем. Henrietta Katharina Luisa Schneider, прозвище Трина; 20 января 1856, Санкт-Петербург — 4 сентября 1918, Пермь) — гофлектрисса императрицы Александры Фёдоровны. После окончания обучения императрицы русскому языку, став подругой императрицы, осталась при Дворе. После отречения Николая II добровольно последовала с царской семьёй в ссылку. В Екатеринбурге была арестована чекистами и, оказавшись заложницей в их руках, была убита в Перми в период красного террора.

## Биография
Происходила из прибалтийской семьи, будучи дочерью надворного советника Адольфа Шнейдера и его супруги Марии Луизы (урождённой Сванберг). Крещение новорождённой было совершено в евангелическо-лютеранской церкви святой Екатерины в Санкт-Петербурге, где она была наречена именем Генриетты-Екатерины-Луизы. Со дня своего рождения Генриетта Шнейдер проживала вместе с родителями в квартире № 43 дома № 52 по Литейному проспекту.
Первичное образование получила в Санкт-Петербургской литейной женской гимназии, которую окончила в июне 1875 года и по результатам учёбы в которой имела одобрительное «свидетельство в науках и поведении».
Желая продолжить своё образование, подаёт новое прошение и поступает на Педагогические Курсы Санкт-Петербургских женских гимназий, которые оканчивает в 1880 году с правом получить, «не подвергаясь испытанию», аттестат на звание Домашней Наставницы, который был ей выдан Министерством Народного Просвещения 1 июля 1880 года за № 110.
С лета 1880 года практиковала отдельные частные уроки. С 1 января 1881 года в качестве домашней учительницы проводит занятия с сыном надворного советника П. М. Михайлова.
Набравшись некоторого педагогического опыта, в августе этого же года подаёт прошение о приёме в Московский Николаевский сиротский институт, в который её принимают на место Классной дамы, после чего она переезжает в отдельную квартиру, расположенную на 2-м участке Литейной части города (ул. Надеждинская, дом № 1, кв. № 25).
Состоя на службе в сиротском институте, Шнейдер зарекомендовывает себя с самой лучшей стороны, подтверждением чему служит аттестация, выданная ей при увольнении по семейным обстоятельствам в декабре 1894 года: «Наказаниям или взысканиям, соединённым с ограничениями в преимуществах по службе, равно случаям, лишающих её права на получение в своё время, за выслугу лет, Мариинского знака отличия беспорочной службы, не подвергалась. В отставках не была».

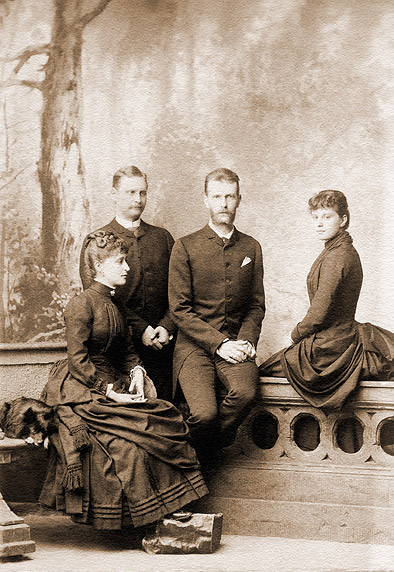
Великий Князь Сергей Александрович, принцесса Елизавета, адъютант К. А. Балясный и Е. А. Шнейдер. Дармштадт (1884)

В 1884 году была нанята преподавателем русского языка для великой княгини Елизаветы Фёдоровны, старшей сестры принцессы Алисы Гессен-Дармштадтской. По всей видимости, учительнице удалось найти общий язык с ученицей и заработать хорошую репутацию. После помолвки в 1894 году наследника-цесаревича Николая Александровича с принцессой Алисой, Е. А. Шнейдер была вызвана в Лондон для обучения невесты русскому языку. Занятия Алисы со Шнейдер продолжались несколько лет. В письме от 4 февраля 1895 года к старшей сестре Виктории Баттенбергской Александра Фёдоровна писала, что «Шнайдерляйн» (как за глаза она называла свою учительницу) жила в Зимнем дворце, что «на днях ей исполнилось 38 или 39. Она приходит каждое утро, и мы усердно занимаемся. А ещё она читает мне час перед ужином».
Шнейдер хорошо выполнила свою работу: большинство современников, общавшихся с императрицей, отмечали хороший уровень владения последней русским языком. Кроме этого Шнейдер смогла подружиться со своей ученицей, и они оказались связаны на всю жизнь. Даже после того, как услуги учительницы уже не требовались, она получила при Дворе должность гоф-лектриссы (с 11 августа 1904 года) и всю жизнь прожила в Зимнем дворце, а затем в Александровском дворце Царского Села. В царской семье её называли домашним именем Трина.
Шнейдер нельзя было назвать слугой царской семьи в прямом значении этого слова. С годами она превратилась в члена семьи. Е. А. Шнейдер не вышла замуж, собственной семьи у неё не было, её жизнь оказалась сосредоточена на царской семье. Величина её квартиры свидетельствовала о её статусе: на втором этаже «свитской половины» Александровского дворца в квартиру Шнейдер входили семь помещений: первая людская (комната № 38), вторая людская (№ 39), коридор (№ 40), гостиная (№ 41), спальня (№ 42), ванная (№ 43) и даже комната портнихи (№ 44). Она прожила рядом с Александрой Фёдоровной 23 года, всё это время занимая официальное положение гофлектриссы.
После ареста царской семьи добровольно поехала вместе с нею в ссылку в Тобольск, а затем в Екатеринбург, где была арестована в числе других заложников из окружения царской семьи. После убийства Романовых была отправлена из Екатеринбурга в Пермь. В арестантском вагоне вместе с ней в числе прочих оказались княгиня Елена Петровна и графиня А. В. Гендрикова. По прибытии в Пермь женщины были помещены в одну камеру, расположенную в башне бывшего тюремного замка, в которой ранее содержались особо опасные политические преступники.
Была убита чекистами в Перми вместе с группой заключённых в ночь с 3 на 4 сентября 1918 года на полях орошения (ассенизационных полях) на 5-й версте Сибирского тракта, после объявления большевиками красного террора. 3 сентября 1918 года группу заключённых (6 женщин и 5 мужчин) собрали в конторе тюрьмы с вещами. Оттуда их вывели под конвоем во главе с начальником, одетым в матросскую форму, и повели по городу, а затем по Сибирскому тракту. Все арестованные несли сами свои вещи, но, пройдя по тракту версты четыре и свернув с него к ассенизационным полям, конвоиры вдруг стали любезно предлагать понести вещи — видимо, каждый из них стремился заранее захватить вещи арестованных, чтобы потом не пришлось делить их с другими. Заключённых привели к валу, разделявшему два поля с нечистотами, поставили спиной к конвоирам и в упор расстреляли или, экономя патроны, убили ударами прикладов по голове. Трупы убитых были сброшены в канавы полей орошения, используемые как свалочное место, и лишь слегка присыпаны землёй.
Как установило проводимое при власти Российского правительства Колчака следствие, эксгумировав тела убитых заложников, Шнейдер убили выстрелом в сердце и сильным ударом приклада в затылочную часть.
16 мая 1919 года тело Шнейдер было перезахоронено по христианскому обряду в деревянном общем склепе на Новом Всехсвятском (Егошихинском) православном кладбище. После окончательного установления в крае власти большевиков могилы убитых заложников были срыты, их место указывалось лишь приблизительно.

## Канонизация, реабилитация и память
В 1981 году канонизирована Русской православной церковью заграницей наряду с другими слугами царской семьи; кроме протестантки Шнейдер был также канонизирован католик Алоизий Трупп. Чин прославления был совершён в Синодальном Соборе Знамения Божьей Матери РПЦЗ в Нью-Йорке 19 октября (1 ноября) 1981 года.В 1982 году РПЦЗ издало в Монреале «Службу Святым Царственным Мученикам», в которых упоминаются оба этих человека под именами Екатерина и Алексий:
Молитвами, Христе, святыхъ мученикъ Твоихъ, * убіенныхъ за вѣру въ Тя, * Великихъ князей Михаила, Павла, Димитрія и Георгія, * и вѣрныхъ царскихъ слугъ: Иліи, Василія и Евгенія, * Анастасіи, Екатерины и Анны, * Алексія, Іоанна, Климента, Іоанна и Николая, * помилуй и спаси души наша, * яко Благъ и Человѣколюбецъ.
В качестве основания для подобной канонизации архиепископ Лос-Анджелесский Антоний (Синкевич) приводил довод, «что эти люди, будучи преданными царю, своей мученической кровью крестились, и они достойны, тем самым, быть канонизированными вместе с Семьёй». Между тем, не все согласны с этим, так как в православной церкви не разрешается даже отпевать тех, кто не был православным.
16 октября 2009 года Генеральная прокуратура Российской Федерации приняла решение о реабилитации 52 приближённых царской семьи, подвергшихся репрессиям, в том числе Е. А. Шнейдер.
В октябре 2012 года инициативой прихожан различных храмов Перми и по благословению митрополита Пермского и Соликамского Мефодия на месте захоронения был установлен поклонный крест.
В 2020 году было обнаружено точное место захоронения предположительно с телами придворных. Могилу удалось найти анализируя фотографию похорон 1919 года. Принадлежность останков установила судебно-медицинская экспертиза изучением и сверкой с историческими документами антропологических данных погибших и повреждений тел. 29 мая 2024 года Пермская митрополия сообщила о запланированном на 9 июня освящении мемориала на месте фактического захоронения, таким образом РПЦ признала, что найденные останки идентифицированы.